# 45 Ans
Pour plus de détails, voir Fiche technique et Distribution.
45 Ans (45 Years) est un film dramatique britannique écrit et réalisé par Andrew Haigh sorti en 2015.
Il est adapté de la nouvelle de David Constantine (en) In Another Country.
Le film a été présenté en compétition à la Berlinale 2015, où Tom Courtenay et Charlotte Rampling ont reçu respectivement l'Ours d'argent du meilleur acteur et celui de la meilleure actrice.

## Synopsis
Une semaine dans la vie d'un couple de retraités, sans enfants, de classe moyenne. Un cottage confortable à proximité d'un village, et d'une petite ville portuaire. Un chien, Max, berger allemand, qu'elle promène, alerte, pendant qu'il reste à lire à la maison, mal rasé, mal en point. Leur quarante-cinquième anniversaire de mariage, le samedi, doit réunir l'ensemble de leurs amis dans une salle municipale. Une lettre reçue le jour-même le perturbe, écrite en allemand : des autorités suisses lui signifient qu'avec la fonte des glaciers, on a retrouvé le corps d'une femme, pris dans la glace, qui pourrait être une certaine Katya, disparue dans une crevasse cinquante ans plus tôt. Cela bouleverse leur couple.
Il se met à lui parler de Katya, de leur excursion alpine, de leur relation. Ils se faisaient passer pour couple marié, et ils le seraient devenus, sans l'accident. Apparences et certitudes s'écroulent. Les doutes sur les identités se créent petit à peu, la peur et le mystère se mêlent à l'étrange.

## Distribution
Sauf indication contraire, les informations mentionnées dans cette section peuvent être confirmées par la base de données cinématographiques IMDb,  présente dans la section « Liens externes ».
- Charlotte Rampling (VF : elle-même) : Kate Mercer
- Tom Courtenay (VF : Didier Flamand) : Geoff Mercer
- Geraldine James (VF : Anne Loiret) : Lena
- Dolly Wells : Sally
- David Sibley (VF : Patrick Bonnel) : George
- Sam Alexander (VF : Hubert Drac) : Chris, le postier
- Richard Cunningham : M. Watkins
- Rufus Wright: Jake
- Peter Dean Jackson : Jarrolds Shopper
- Hannah Chalmers : l'agent
- Camille Ucan : la serveuse au café
- Max Rudd : le maître d'hotel (non crédité)
- Michelle Finch : la nièce (non créditée)
- Paul Goldsmith : l'agent de sécurité à la brasserie (non crédité)
- Kevin Matadeen : le garçon (non crédité)
- Rachel Banham : la serveuse (non créditée)
- Martin Atkinson : le chef qui fume (non crédité)
- Alexandra Riddleston-Barrett : la femme dans le café (non créditée)
- Elle Tivey : un acheteur (non créditée)
- Lucy Temple : un acheteur (non créditée)
- Charles Booth : le gérant de la bijouterie (non crédité)

Source et légende : version française (VF) sur le site d’AlterEgo (la société de doublage)

## Distinctions

### Récompenses
- Berlinale 2015 :
  - Ours d'argent du meilleur acteur pour Tom Courtenay
  - Ours d'argent de la meilleure actrice pour Charlotte Rampling

### Nominations
- British Independent Film Awards 2015 :
  - Meilleur film indépendant britannique
  - Meilleur réalisateur et meilleur scénario pour Andrew Haigh
  - Meilleur acteur pour Tom Courtenay
  - Meilleure actrice pour Charlotte Rampling
  - Meilleure production pour Triston Goligher
- 88e cérémonie des Oscars :
  - Meilleure actrice pour Charlotte Rampling